# 香港浸會大學
22°20′20″N 114°10′55″E / 22.33889°N 114.18194°E
香港浸會大學（英語：Hong Kong Baptist University），簡稱浸大，是香港一所研究型大學，為香港教資會資助的八所公立大學之一，其前身為1956年創辦的香港浸會書院。
浸大作為香港第一所獲資助開辦中醫和中藥本科課程的院系，於Bioinformedicine Service 《中國兩岸四地中醫藥類院系的國際學術論文表現（2013-2017年）》的排名中問鼎品質榜單榜首，位列品質指標榜單的前三高校院系依次為：香港浸會大學中醫藥學院、香港中文大學中醫學院、北京中醫藥大學。浸大中醫藥學院在阿爾茨海默症、帕金森病和抗癌領域的研究成果先後取得多項國際專利，並於2021年獲批成立運營香港首家中醫醫院。
浸大傳理學院於2011年榮膺“全球十大新聞學院”，位列亞洲第一。截至2021年，浸大在資料庫領域位列世界第11位，在人工智能領域位列世界第37位。計算機科學領域排名世界第101－125位，研究成果排名全港首位。浸大會計、金融及數學等眾多學科亦位列世界200强。
浸大注重人文學科的建設，其中文系集中了多位古典研究的重要學者，在香港是研究中國經典、 古代詩歌和古代中國文明的一個重鎮。中文、宗哲和歷史三系在1995年共同出版了具獨立評審制度的學報——《人文中國學報》。學報設有國際顧問團，喜獲多位海内外世界知名的學者投稿，被中華民國國家科學及技術委員會發表的《中國學門國際暨國內期刊評比研究計劃》執行成果中，評定為香港地區的第二名。在2011年，喜獲企業家孫少文先生的捐款，成立了“孫少文伉儷人文中國研究所”。及後，於2013年，香港浸會大學創立了香港首所國學院，以當代國學大師饒宗頤教授命名，以傳統國學、漢學、經學為研究基礎。
浸大積極參與國際學術交流，與史丹福大學、新加坡國立大學、清華大學、華為、騰訊等機构開展廣泛的學術合作。2020年浸大成立六所跨學科實驗室，旨在香港構建世界級水準的人工智慧研究中心。據浸大2018－2028發展規劃，浸大將面向全球招募一百位頂尖學者，幫助其在創意藝術、傳理、健康與藥物研發、資料分析和人工智慧等重點領域提升科研以及教學能力。
2025－26年度，香港浸會大學位居QS世界大學排名第244位，以及於泰晤士高等教育世界大學排名第251–300位。

## 歷史
香港浸會大學前身為1956年成立的香港浸會書院（曾被邀請加入其時的中文專上院校聯會，以爭取及籌備成立香港中文大學，但最後拒絕加入），首任校長為林子豐博士。該院於創辦初期只開設外國文學系、社會學系、數理學系、土木工程學系及工商管理學系的文憑課程，後來於1968年開設傳理系。1972年始改稱香港浸會學院，1983年，受大學及理工教育資助委員會資助，院校得以於1986年開始，該院開辦學位課程，成為資助大專院校。
1994年11月，立法局通過有關條例，香港浸會學院正式升格為大學，成為香港八所教資會轄下並可頒授學位的高等教育院校之一。
2004年，香港浸會大學、北京大學、北京師範大學及新加坡國立大學共同設立「北京－香港－新加坡非線性與複雜系統聯合研究中心」。
2005年，香港浸會大學和北京師範大學在中國内地的珠海市以中外合作办学形式建立北京師範大學-香港浸會大學聯合國際學院。2025年3月，該校更名爲北師香港浸會大學。

## 校徽與標誌

### 校徽
香港浸會大學設有校徽和標誌。校徽於1956年創校後開始使用，由三種圖案：聖經、波浪和繩結組成。聖經代表優質獨特的基督教育，包括學術研究和對倫理及靈性的培育；波浪代表香港以島為主的地貌，也與儒家的「智者樂水」呼應，代表大學不斷努力改善質素；繩結代表在主的懷抱中基督徒能夠聯結一起。

### 標誌
標誌則於1994年在香港浸會大學正名為大學後開始使用，由靳與劉設計顧問有限公司（香港著名設計師靳埭強）設計。標誌建基於書本和水的圖案，將學校英文名稱縮寫「BU」與書本的輪廓結合，使標誌與漢字的「迎」和「進」相似，代表中西文化的融合。而標誌在1996年10月的香港設計展獲獎。

## 歷任校長
1972年前為香港浸會書院，1972年至1994年為香港浸會學院。
| 任 | 肖像 | 校長        | 上任          | 卸任            | 備註     |
| -- | ---- | ----------- | ------------- | --------------- | -------- |
| 1  |      | 林子豐 博士 | 1956年        | 1971年          | 任內逝世 |
| 2  |      | 謝志偉 博士 | 1971年        | 2001年          | 請辭退休 |
| 3  |      | 吳清輝 教授 | 2001年 7月1日 | 2010年 6月30日  | 請辭退休 |
| 4  |      | 陳新滋 教授 | 2010年 7月1日 | 2015年 6月30日  | 請辭退休 |
| 5  |      | 錢大康 教授 | 2015年 9月1日 | 2020年 12月31日 | 請辭退休 |
| 6  |      | 衞炳江 教授 | 2021年 2月1日 | 現任            |          |

## 學術泛論

### 排名聲譽
2021年SCImago學術期刊排名发布，香港浸會大学位列全球科研能力排名（Research Rank）358位，香港院校第6位。根據泰晤士高等教育世界大學排名，浸大於2021年位列亞洲第62名，成為亞洲最佳前100所高等學府之一。在2019年泰晤士高等教育大學影響力排名浸大位列全球第60名。至於在2026年QS世界大學排名，浸大位列全球第244名。在2025年QS世界大學的分科排名中，浸大傳理在Communication & Media Studies高居全球51-100名、全香港第4名，僅次香港中文大學(第12名)、香港大學(第46名)及香港城市大學(第48名)。
浸大地理系位列全球151－200名。而在2016年世界大學學術排名數學系位列全球151－200名，而計算機科學系更位列全球101－150名。傳理學院轄下新聞系在2011年經Asian Correspondent新聞網評定為「亞洲學生心中的全球十大新聞學府」，和榜內的哥倫比亞大學新聞學院齊名，乃校內招生志願的前三名。

## 院系設置

### 概況
現時香港浸會大學設有文學及社會科學院、工商管理學院、中醫藥學院、傳理學院、創意藝術學院、理學院及持續教育學院。
香港浸會大學自創校以來一直增設多項創新課程，以配合香港社會的發展，較著名的包括傳理學、中醫藥學、社會工作學、人力資源管理學及政治及國際關係學等。浸大開辦的中國研究、體康管理、歐洲研究、翻譯學及人文學等課程，也是香港首創的。
2005年，香港浸會大學和北京師範大學在广东省珠海市合作建立北京師範大學-香港浸會大學聯合國際學院，是中国第一所由中国内地和香港高等教育界以中外合作办学模式联合创办的大学，并获得教育部特批及廣東省教育廳支持，該校學生畢業後會獲頒香港浸會大學學位證書。
香港浸會大學2013年1月成立「饒宗頤國學院」，邀得國學大師饒宗頤出任永遠榮譽院長，是香港首所國學院。
為推動創意藝術發展，香港浸會大學於2022年7月1日成立創意藝術學院，為香港培育新一代創意人才，並致力協助香港發展成為國家和全球性的創意藝術樞紐。
2024年7月1日，香港浸會大學文學院和社會科學院正式合併，成為「文學及社會科學院」。
| - 文學及社會科學院（院長：樂美德 教授） - 中國語言文學系 - 英國語言文學系 - 宗教及哲學系 - 人文及創作系 - 翻譯、傳譯及跨文化研究系 - 教育系 - 地理系 - 政治及國際關係學系 - 歷史系 - 體育、運動及健康學系 - 社會工作系 - 社會學系 - 工商管理學院（院長：施立培 教授） - 會計及法律系 - 經濟系 - 財務及決策學系 - 管理學系 - 市場學系 | - 中醫藥學院（院長：呂愛平 教授） - 中醫藥學院 - 傳理學院（院長：郭中實 教授） - 傳播系 - 新聞系 - 互動媒體系 - 創意藝術學院（創院院長：潘明倫 教授） - 電影學院 - 視覺藝術學院 - 音樂學院 - 持續教育學院（院長： 教授） - 持續教育學院 - 理學院（署理院長：黃港住 教授） - 分析和檢測科學系 - 應用生物系 - 化學系 - 計算機科學系 - 物理及綠色能源科學系 - 數學及統計系 - 商業計算及數據分析系 | - 研究院（院長：郭毅可 教授） - 研究院 |

## 校園
香港浸會大學坐落於九龍仔、牛池灣和沙田。校園主要分為五部分，分別為位於筆架山窩打老道的「善衡校園」、位於聯福道的「逸夫校園」、位於浸會大學道的「浸會大學道校園」、位於前皇家空軍軍官俱樂部的「啟德校園」和位於新界沙田的「石門校園」。

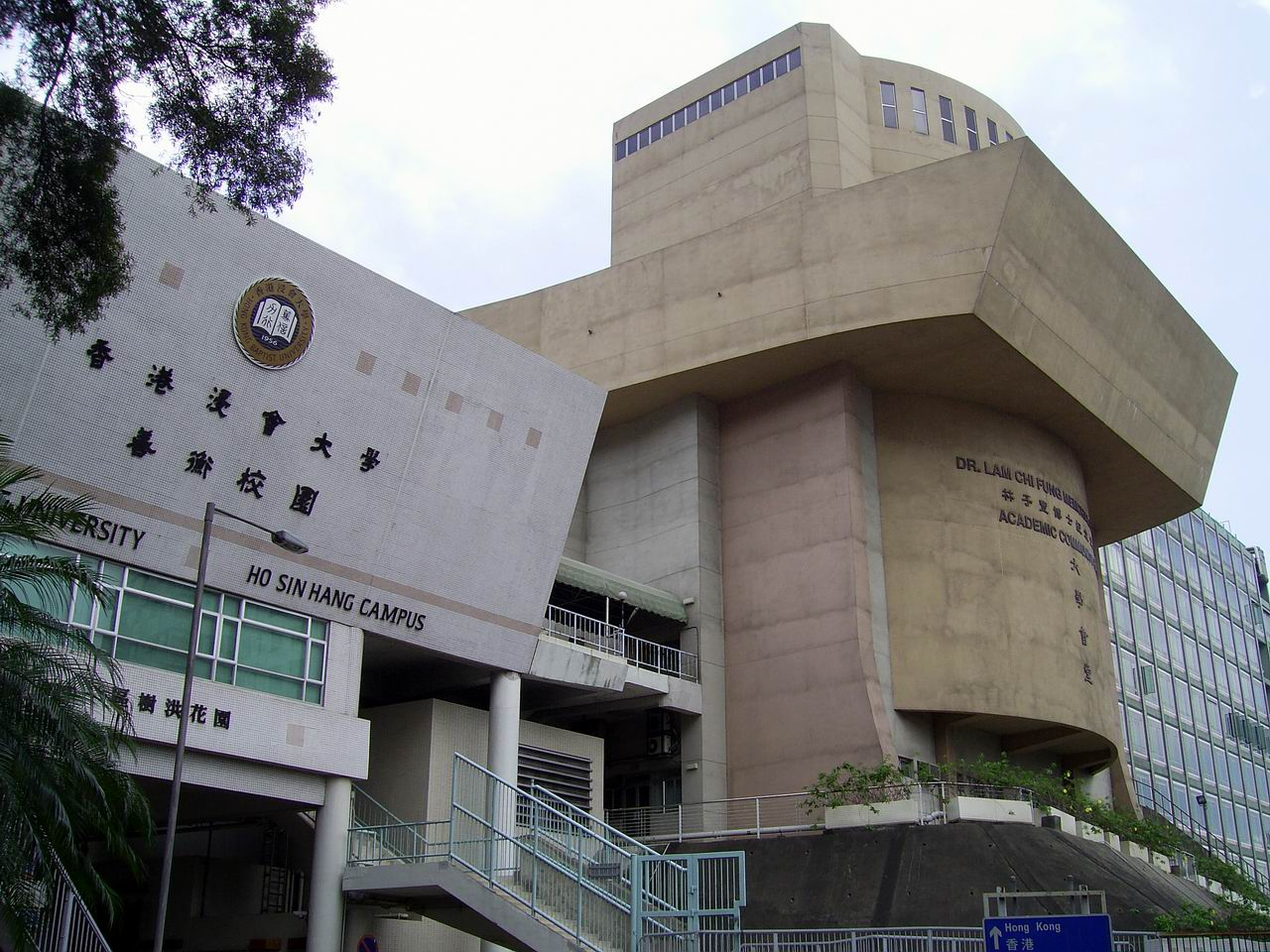
善衡校園

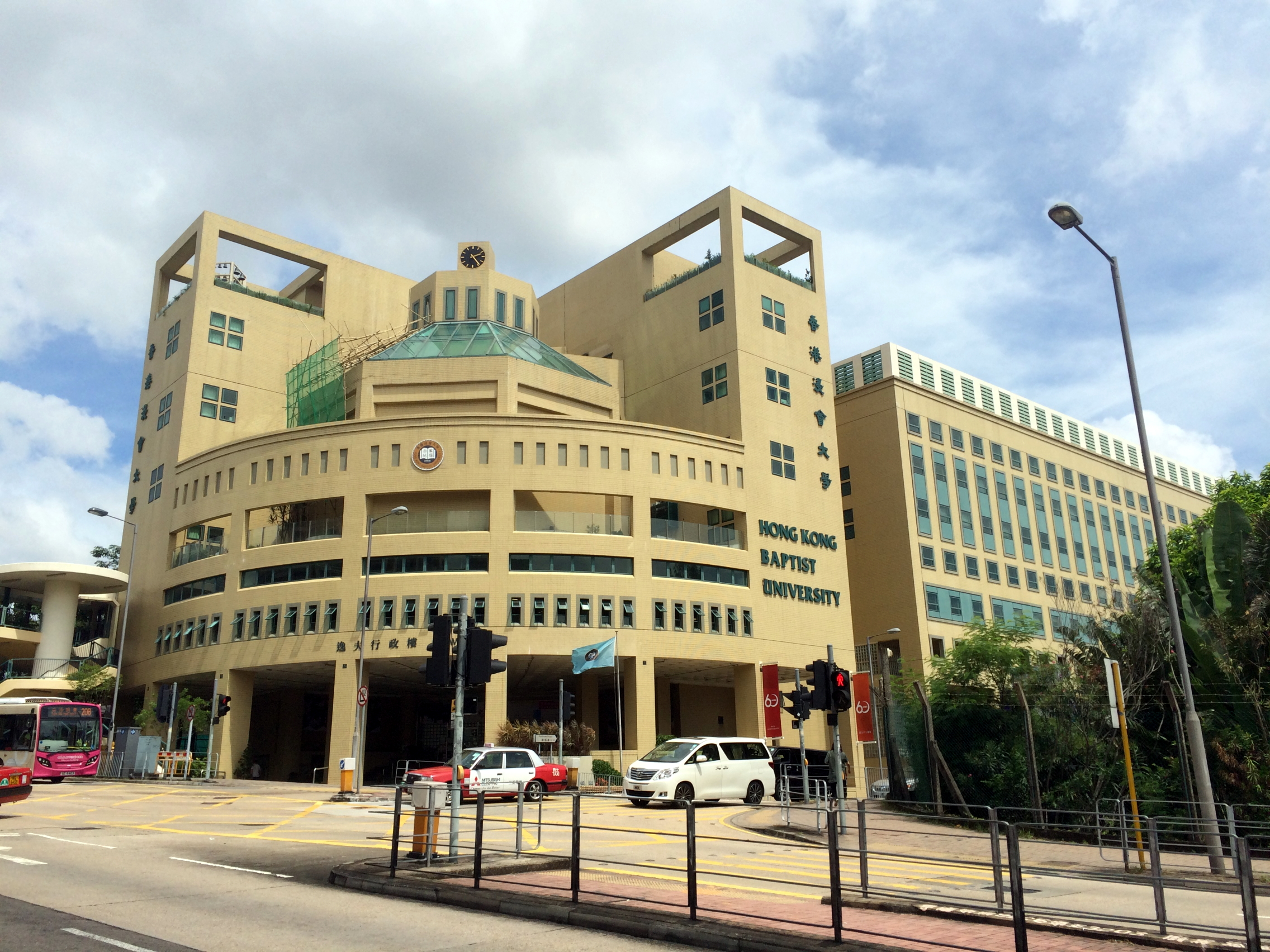
逸夫校園

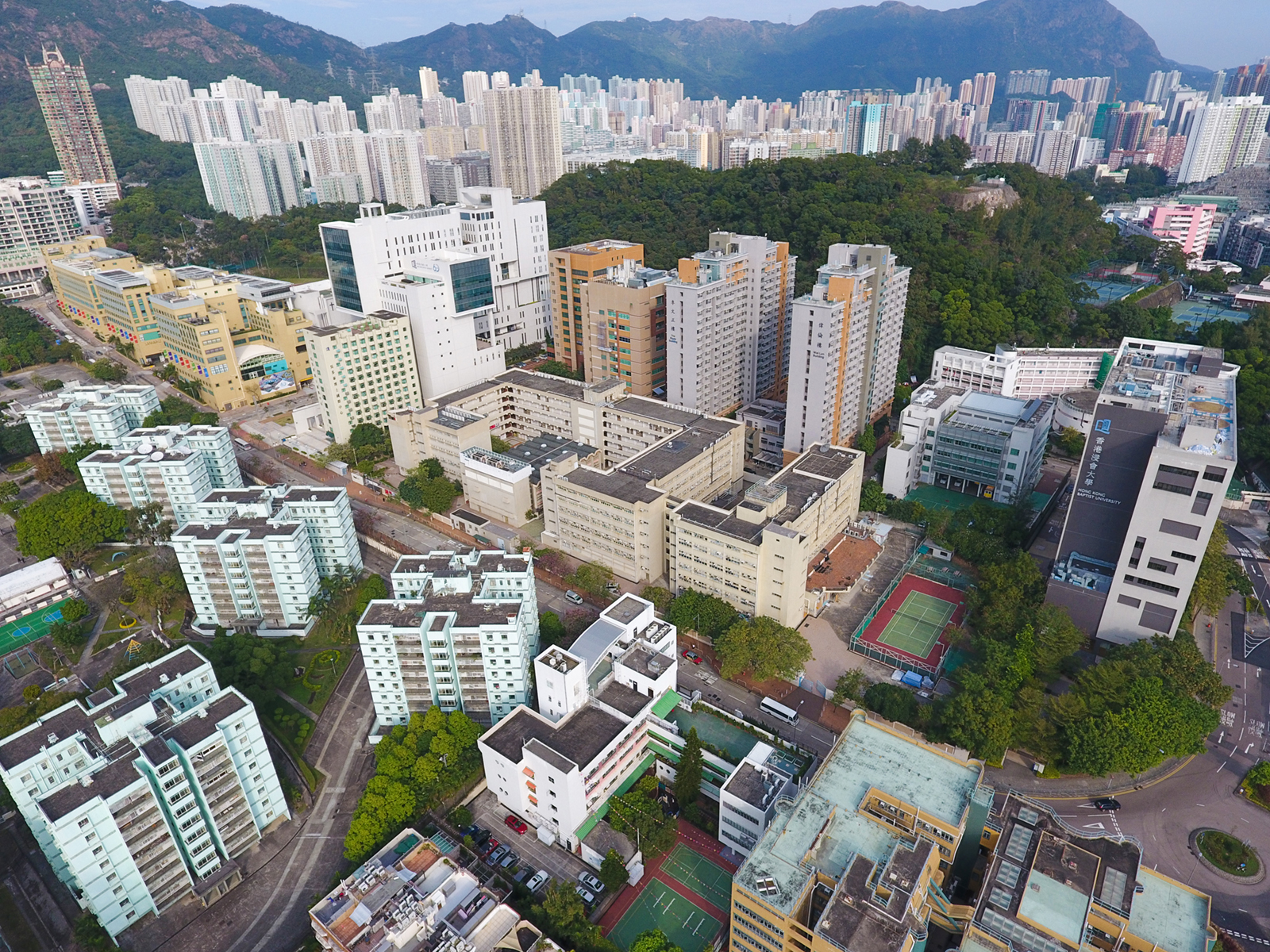
浸會大學道校園全貌

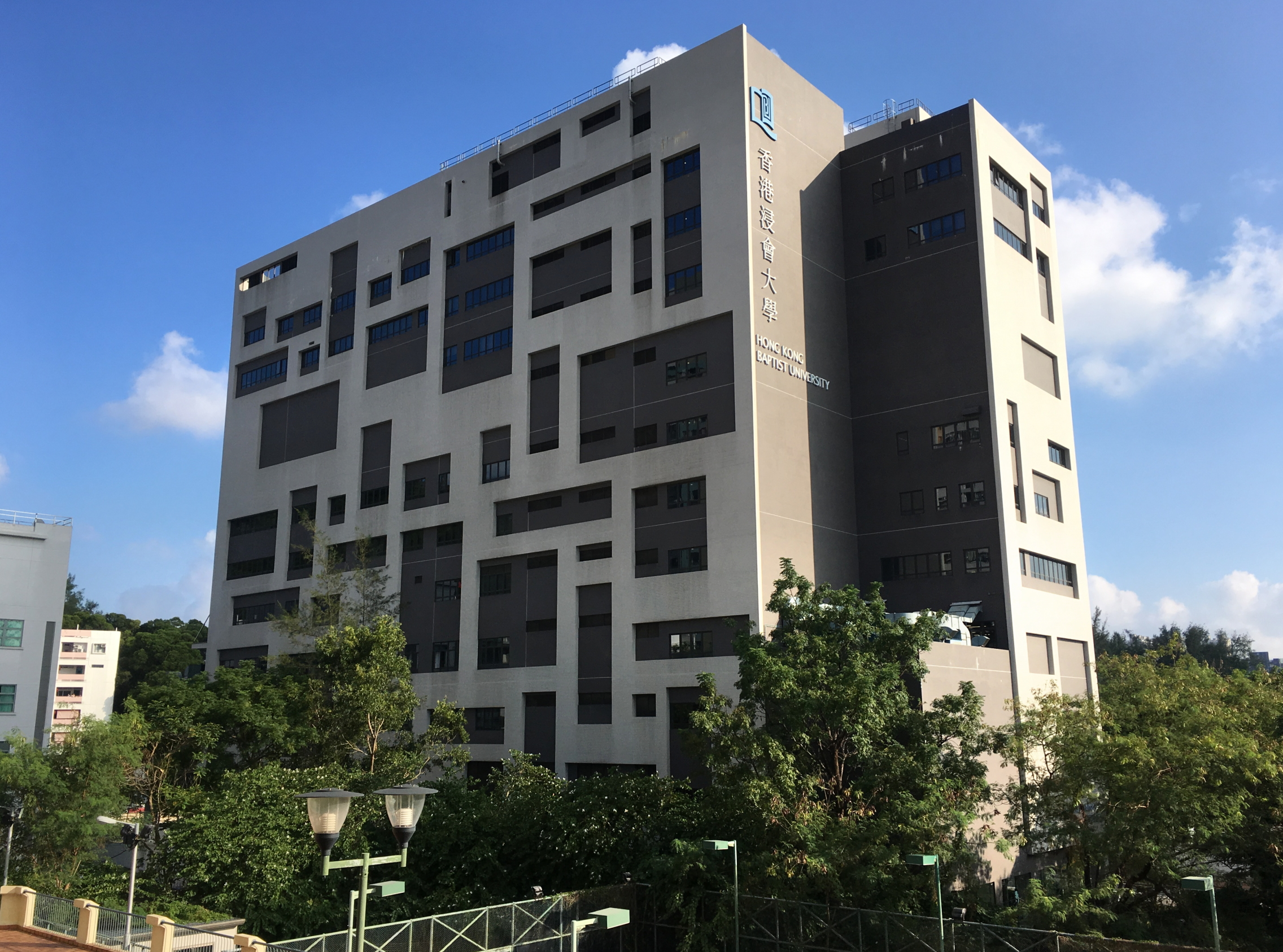
李兆基傳理視藝樓

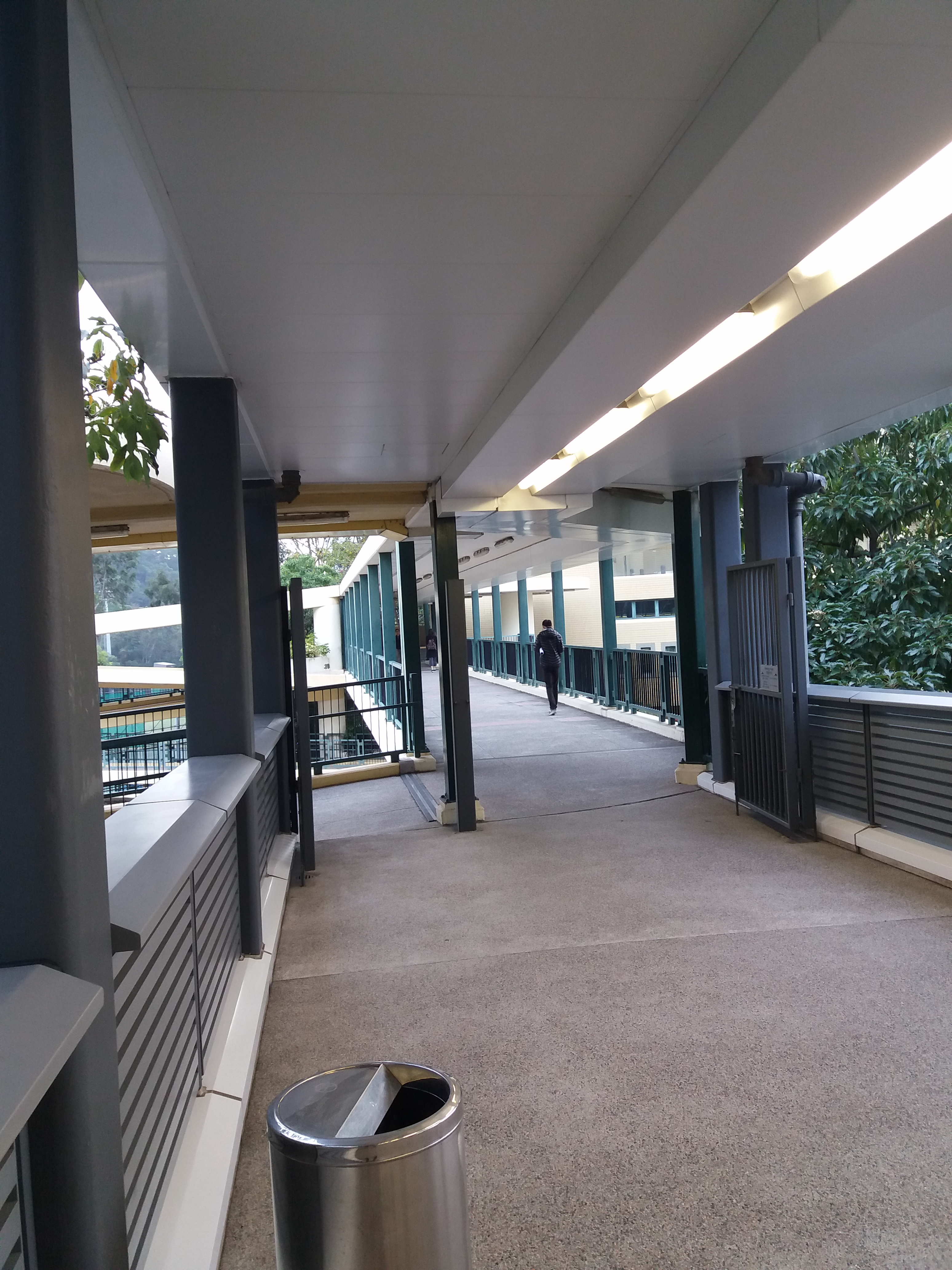
浸大橋，連接善衡校園及逸夫校園

「善衡校園」的名字，是紀念積極推動該校成立的商人何善衡。校園由著名建築師甘洺設計，於1966年落成啟用，並曾於1990年進行局部重建（由著名建築師何弢設計）。此部份的校園佔地22,000平方米，內有11座主要建築物，共提供48,000平方米可用空間。1978年5月，位於善衡校園內的「大專會堂」（即現今的「大學會堂」）落成啟用，是當時香港的一個主要藝術表演場地。
為應付正名為大學後所增加的收生人數及未來發展，「逸夫校園」於1995年落成啟用。校園以邵逸夫（Shaw）命名，佔地9,000平方米，特色是設有開揚的空間和廣場，以及一條貫通整個校園的大道「李作權大道」。鄰近的「聯校運動中心」亦於同年落成，由香港浸會大學、香港理工大學及香港城市大學共同使用。
1998年，「浸會大學道校園」落成啟用，佔地18,000平方米。校園原址是在1970年代中清拆的九龍塘模範村。校園被浸會大學道圍繞，內有教學及行政大樓、持續教育大樓、中醫藥學院大樓、賽馬會創意校園（羅肇唐書院）、李兆基傳理視藝樓及學生宿舍等設施。

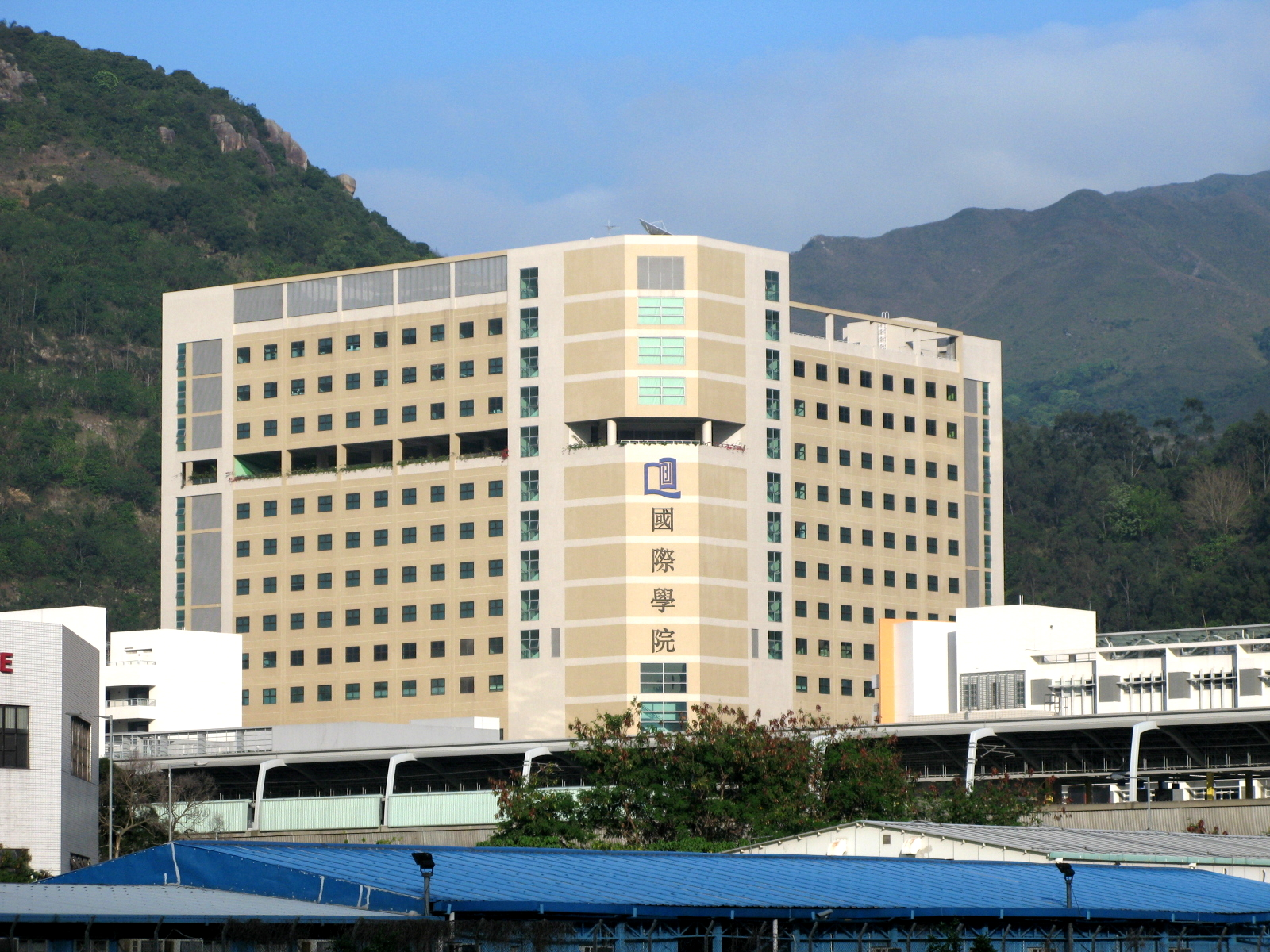
石門校園

2006年，「石門校園」落成啟用，總實用面積為30,000平方米。毗鄰港鐵石門站、香港浸會大學附屬學校王錦輝中小學及碩門邨。主要供浸大自資銜接學士課程及國際學院的副學士課程、副學士基礎課程作教學之用，亦為持續教育學院的其中一個教學地點。校園設施包括室內泳池、健身室、演講廳、心理學實驗室、環境生態資源中心和傳播學實驗室等。

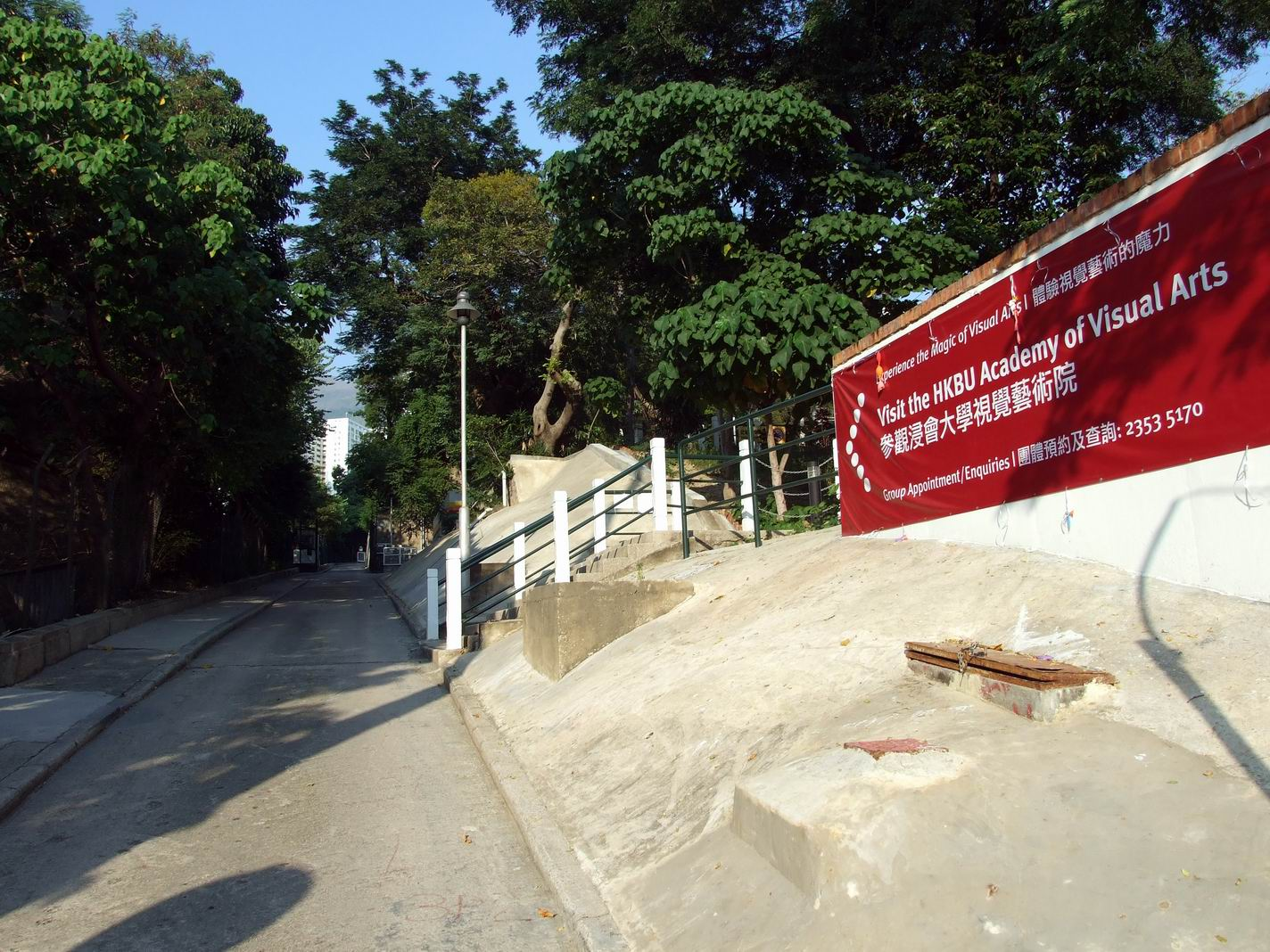
啟德校園

同年，由前皇家空軍基地職員宿舍修復而成的「啟德校園」亦宣告啟用，目前為視覺藝術院的所在地之一（另一處為李兆基傳理視藝樓）。校園於2009年獲聯合國教科文組織頒發亞太區文物古迹保護獎「榮譽獎」。浸大本以特惠租金租用該處，至2012年政府欲改以六倍市租更新租約。後在各方關注下浸大續以象徵式租金續租，校園得以保留。

### 學生宿舍
學生宿舍位於浸會大學道校園，於2002年3月落成啟用（呂元祥建築師事務所設計），由兩座建築物組成，提供接近1,800個宿位，提供每個學生最少4年一宿。兩座學生宿舍內有四個舍堂，分別是：
- 楊振寧堂 — 位於南座單數樓層，表揚近代科學家楊振寧。
- 蔡元培堂 — 位於南座雙數樓層，紀念近代教育家蔡元培。
- 周樹人堂 — 位於北座單數樓層，紀念近代文學家周樹人（魯迅）。
- 宋慶齡堂 — 位於北座雙數樓層，紀念近代政治家宋慶齡。

另外，亦設有
- 吳多泰博士國際中心 — 位於九龍塘聯福道，主要供研究生及博士生使用。
- CARE舍堂村 — 位於九龍塘聯福道，為賽馬會創意校園的一部分。

### 校外宿舍
因香港浸會大學一直缺乏校內宿位，故學校需要租用校外住址作為宿舍。此外，浸大亦於校園外設有教職員宿舍。
- 啟城軒學生宿舍 — 位於九龍城市中心。
- 烏溪沙青年新村 — 位於新界沙田馬鞍山（於2014年停止租用）。
- 火炭高級教職員宿舍 — 位於新界沙田穗禾路，於1994年入伙，取代1981年於沙田第一城購入的43伙宿舍[27]。然而，該宿舍有38個單位由財政司司長法團持有，用作各紀律部隊宿舍[28]。

### 賓館及會議中心
吳多泰博士國際中心於1997年成立，是一座三星級賓館，為賓客提供方便的住宿。中心鄰近港鐵九龍塘站。毗鄰的林護國際會議中心（页面存档备份，存于）於1996年7月正式啟用，中心的設備包括1個多用途會議廳、2間研討室、1間圓桌會議室及用作展覽的門廊。中心除為大學舉辦的各種本地及國際會議提供場地外，也歡迎外界人士預約使用。

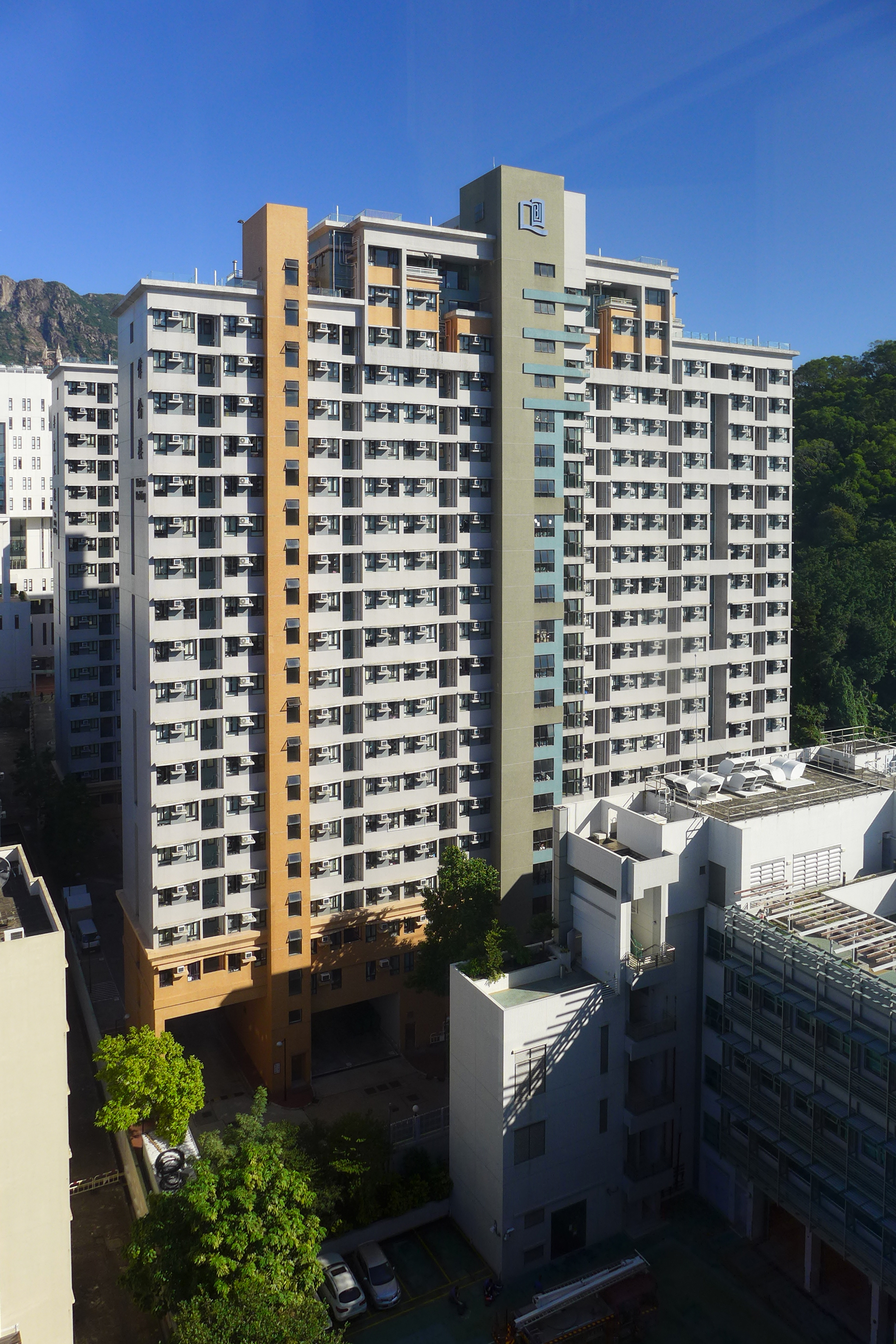
香港浸會大學學生舍堂偉倫樓
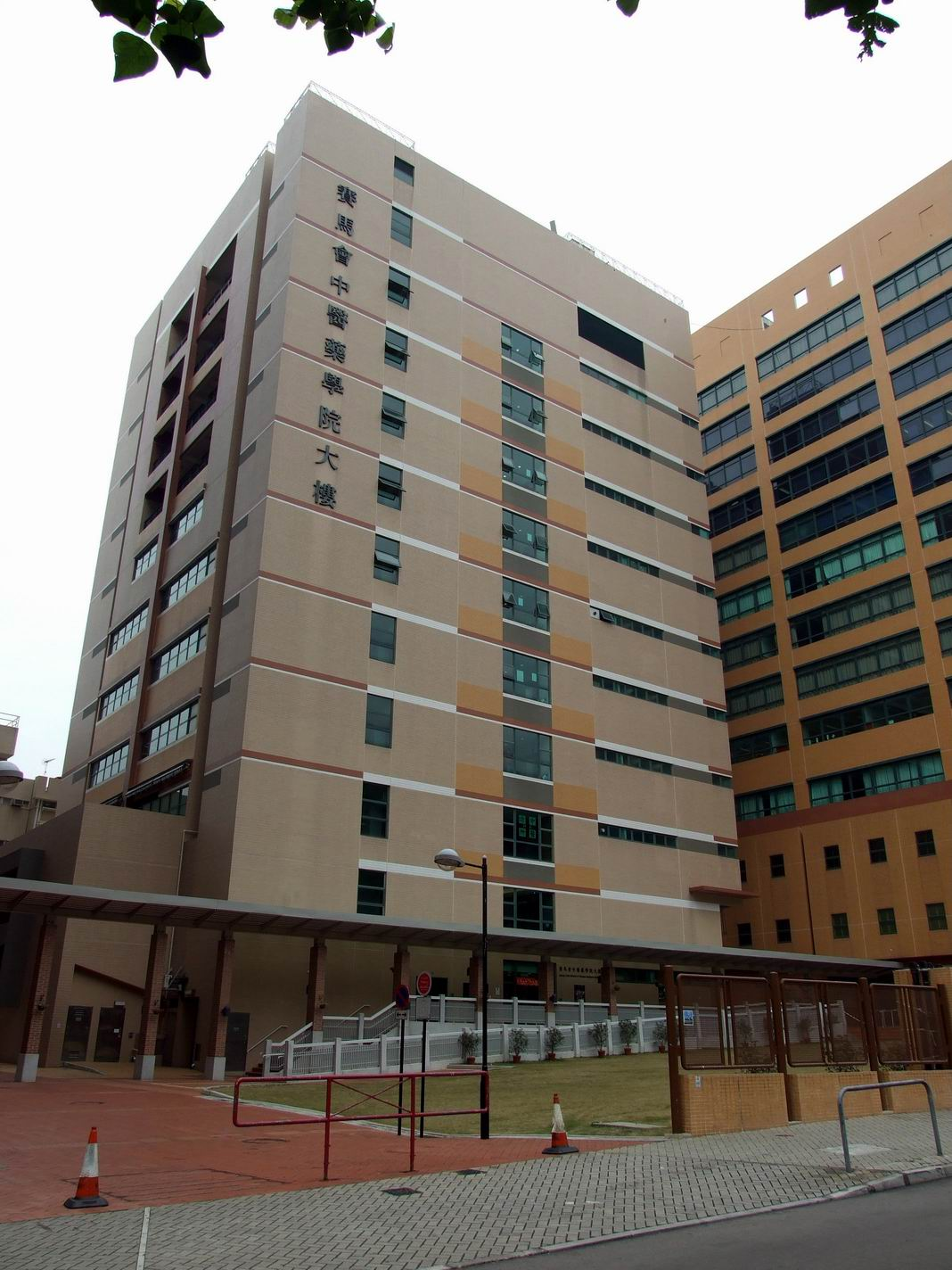
賽馬會中醫藥學院大樓
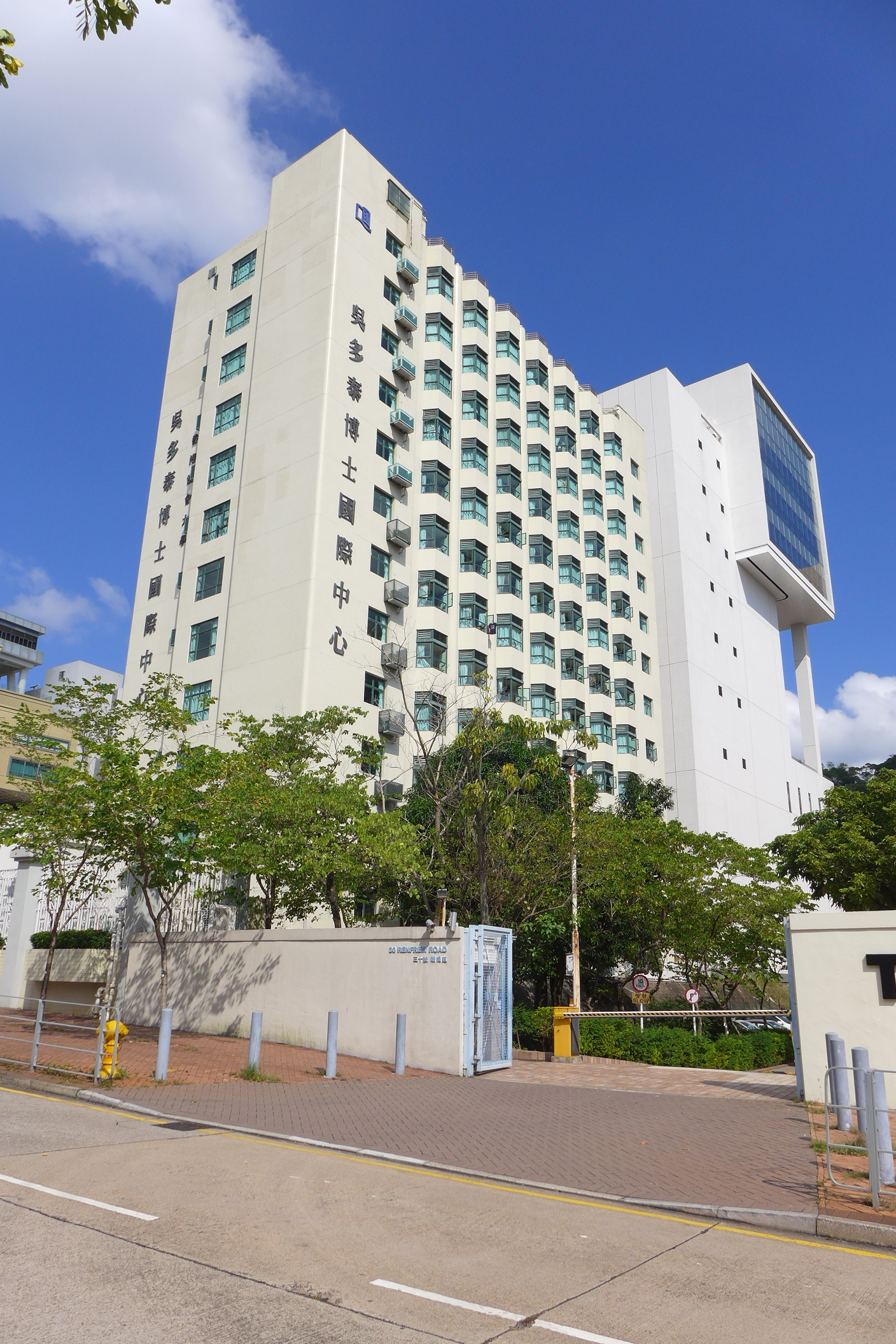
吳多泰博士國際中心
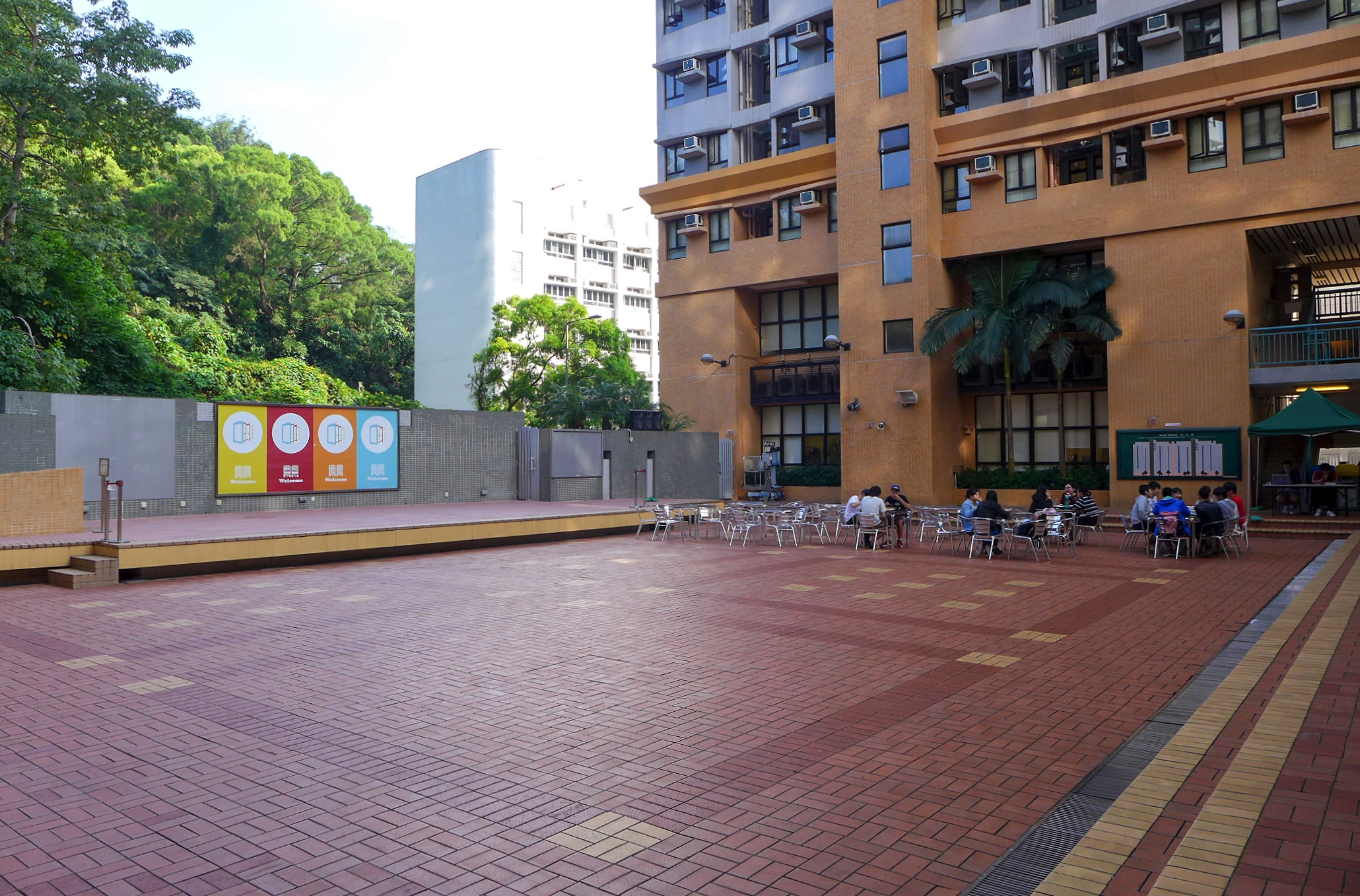
賽馬會學生會堂廣場
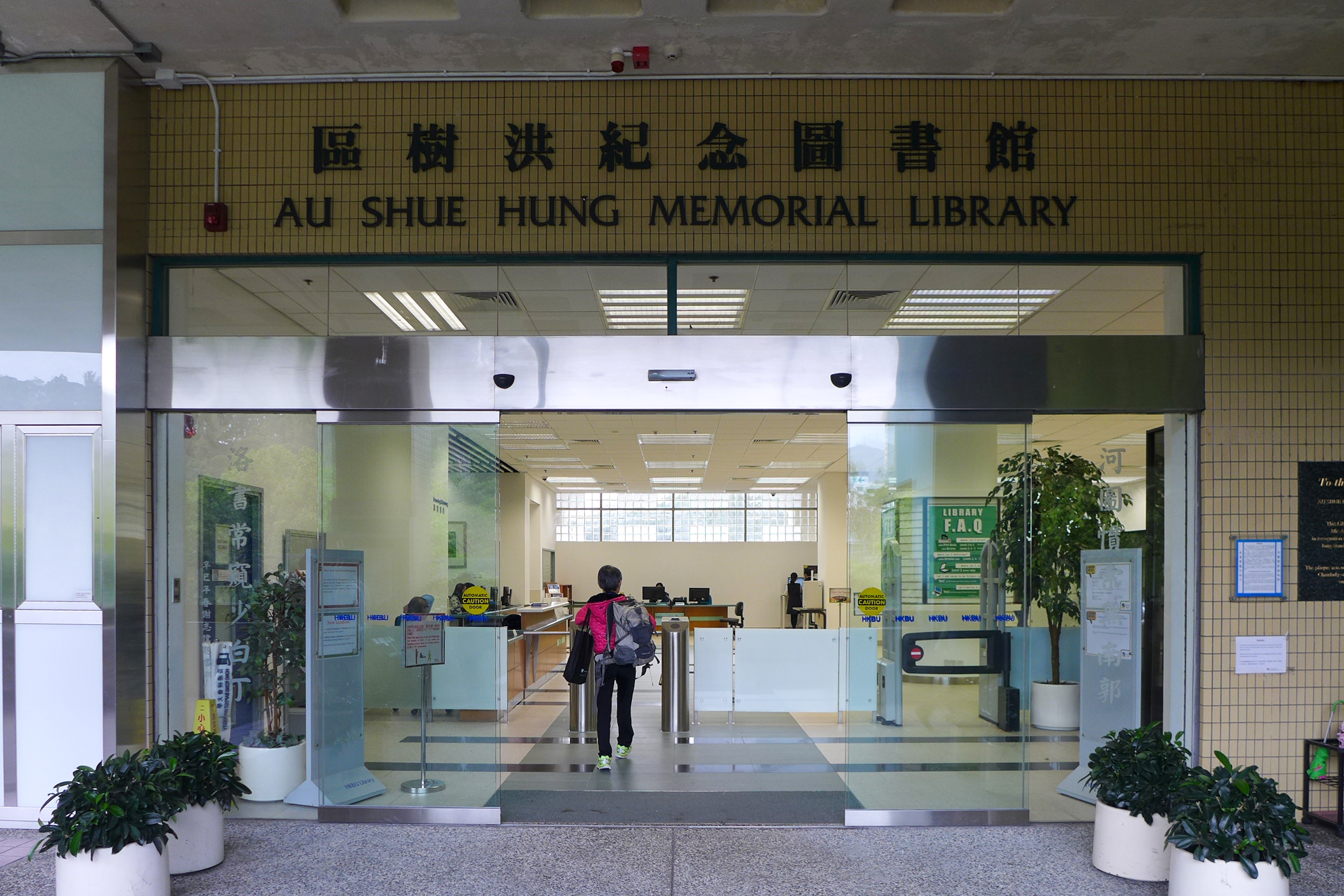
區樹洪紀念圖書館
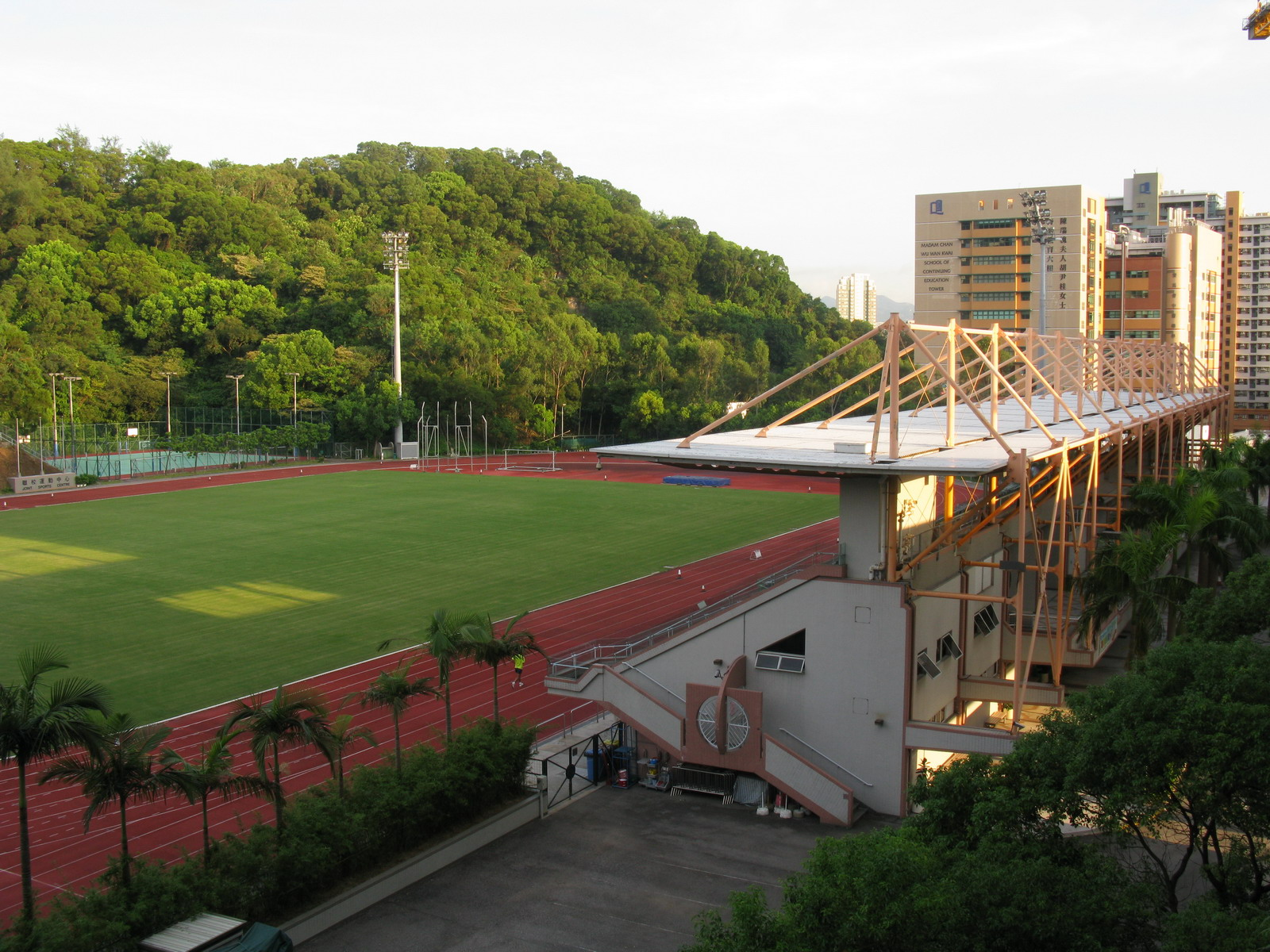
聯校運動中心
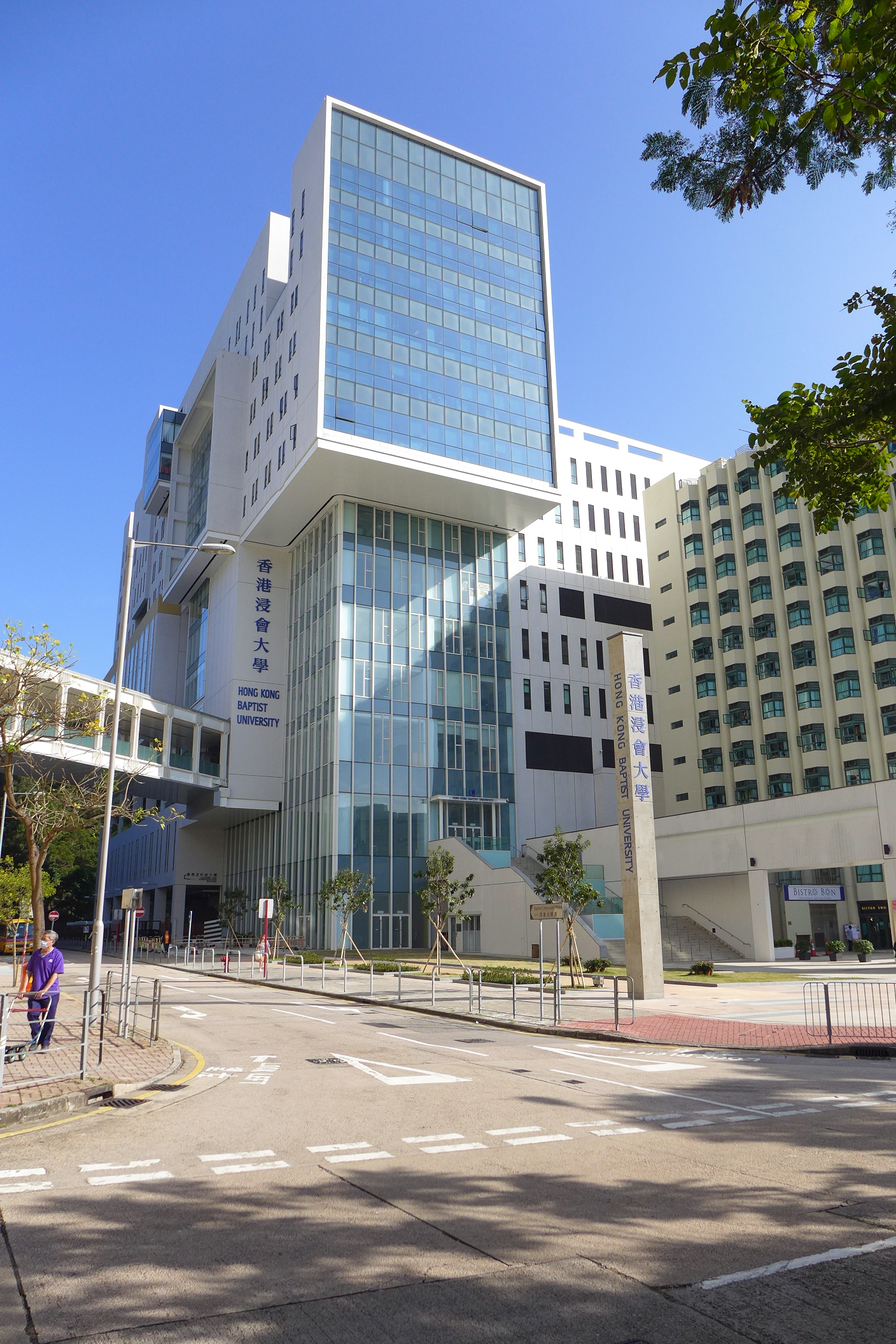
教學與行政大樓（AAB）

## 校牧處
香港浸會大學是由香港浸信聯會於1956年創辦的高等教育學府，其使命乃為香港年青學子提供基督教全人教育。由創校以來，校牧處一直牧養大學社群，致力維持和秉承香港浸會大學基督教傳統信念，在關顧學生和教職員的需要上扮演重要角色，為主結出美好果子，也造就了不少基督精兵。校牧處同時跟隨香港浸會大學全人教育的理念，致力培育優秀領袖人才，幫助學生尋找有意義的人生目標，並輔助他們個人及靈命成長，在大學實踐全人教育路上扮演重要的角色。現任校牧為謝虹牧師。

## 浸大學生會
香港浸會大學學生會（Hong Kong Baptist University Students' Union）為唯一代表全體香港浸會大學全日制本科生的學生組織，是獨立於大學的獨立組織。浸大學生會的宗旨是本著民主自治精神，促進同學德、智、體、群四育，鼓勵同學關心社會、認識世界、謀求同學福利、爭取同學應得權益、促進大學發展、提高大學聲譽、並與校方一道為爭取大學應得之地位而共同努力。

### 歷屆學生會主要成員
| 屆期（年份）     | 評議會主席      | 幹事長（兼任會長）      | 編輯委員會總編輯 | 仲議會首席仲裁員  |
| 50（2017－2018） | 黃浚軒          | 劉子頎                  | 何浩賢           | 曾穎琪            |
| 49（2016－2017） | 陳顥泓（委任）  | 陳天俊（署理） → 黃浚軒 | 鍾梓儀           | 劉睿翹 → （出缺） |
| 48（2015－2016） | 譚家浚 → 麥智軒 | 陳思豪                  | 曾健鋒           | 劉睿翹            |
| 47（2014－2015） | 馮靖汶 → 麥智軒 | 陳天俊                  | 陳顥泓           | 從缺              |
| 46（2013－2014） | 黃學勤          | 馮靖汶                  | 麥智軒           | 從缺              |
| 45（2012－2013） | 陳光健          | 黃學勤                  | 林穎欣           | 從缺              |
| 44（2011－2012） | 吳迺匡          | 楊益強                  | 文皓心           | 從缺              |
| 43（2010－2011） | 陳錦銘          | 呂偉林                  | 胡凱淇           | 從缺              |
| 42（2009－2010） | 李漢基          | 葉楚茵（署理）          | 陳錦銘           | 從缺              |
| 41（2008－2009） | 林兆榮          | 葉楚茵                  | 李漢基           | 從缺              |

## 學生組織

### 基督徒學生組織

#### 基督徒學生團契
基督徒學生團契是代表全校基督徒學生的組織，以團結校內基督徒同學為宗旨，統籌及策劃相關之信仰活動，讓信徒從中得到栽培及成長；團契的運作和各事工都是由學生一手策劃和執行的。

#### 基督徒詩班
基督徒詩班由校內有志於聖樂事奉的基督徒學生組成，希望以聖樂來事奉和歌頌神，傳揚基督的愛。此外，詩班員藉著參與和策劃事工，得著聖樂栽培、訓練及事奉的機會。詩班每年均於校內不同活動中獻唱，例如開學禮、畢業禮、畢業禮讚等。詩班亦會踏出校園，服侍教會和其他大專同學，以至整個社會，例如聖誕在商場報佳音、於教會佈道會中獻唱等，務求藉著詩歌傳揚福音，並關懷不同階層人士，了解他們的需要。

#### 基督徒樂隊
香港浸會大學基督徒樂隊前身為2000年由幾位基督徒教授及同學成立的香港浸會大學讚美樂隊，於2006年度正式註冊為香港浸會大學校牧處轄下的學生組織。作為音樂事奉團隊，樂隊不單裝備隊員在音樂上追求卓越，亦培育隊員靈性上進深。因此，每周的恆常練習中，除了演出排練、演出檢討、事工準備等關乎音樂操練的環節外，亦會安排查考聖經、專題研習、彼此代禱等關乎靈性操練的環節。藉此栽培隊員成為更內外一致的音樂事奉者，實踐隊訓所言「用心靈和誠實的敬拜」。

## 爭議事件

### 李惠利用地作住宅 爭取保留建中醫院

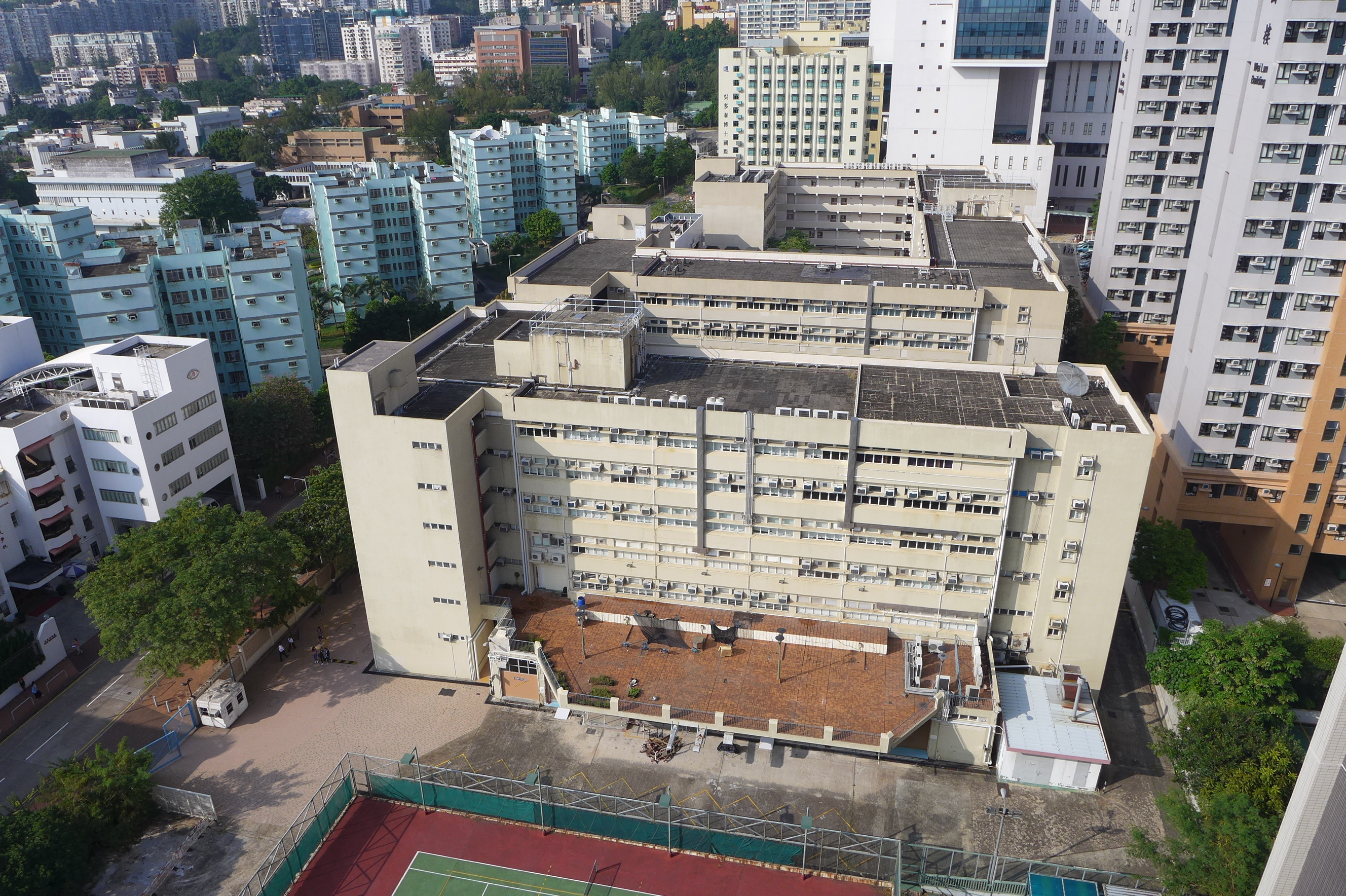
2013年，政府提出將前李惠利校舍南面約0.88公頃（9.4萬平方呎）土地改劃為住宅，引起浸大、校友會及學生代表表明強烈反對，政府最後撤回改劃決定，將南面用地當中約1.18萬平方呎土地增撥予浸大作中醫院

浸會大學在2009年爭取政府撥出九龍塘前李惠利校舍南面用地興建中醫教學醫院。2013年，政府提出將前李惠利校舍南面約0.88公頃（9.4萬平方呎）土地改劃為住宅，浸大、校友會及學生代表表明強烈反對。2014年3月10日，城規會審議申請時發動近百名師生抗議，浸大校長陳新滋及四十幾名代表向城規會申述理據。
到2014年10月31日，香港教育局向浸大表示，政府撤回改劃決定，將用地當中約1.18萬平方呎土地增撥予浸大，以增加興建1,600個資助宿位和約5.4萬平方呎的教學設施，以整幅李惠利前校舍地皮（16.3萬平方呎）計算，浸大總共獲撥49％即約8萬平方呎土地，餘下南部約0.77公頃（8.3萬平方呎）將用作特殊教育用途，浸大對安排表示十分歡迎。

### 浸大民調風波
2012年1月14日，香港浸會大學傳理學院被質疑因受院長趙心樹施壓而公開一份尚未完成的特首選舉民意調查的結果。由於該結果顯示參選人唐英年民望落後的差距收窄，與最終完成並於1月17日公開的結果不符，公眾質疑提前公佈結果是有心為唐英年造勢，並質疑浸大民調的公信力。

### 學生不滿新校長人選諮詢不足
2015年5月，浸會大學安排新校長人選會見師生和校友。唯人選只有香港大學首席副校長錢大康，他將於7月初約滿港大，剛可接替卸任的現任校長陳新滋。浸大學生會不滿校方在考試期只作一輪諮詢，反對校董會在5月14日即進行表決；學生會要求新校長必須支持學生，在政治上中立，不會如政協身份的陳新滋否定學生在雨傘運動中的付出。
2015年5月14日，浸大學生會帶領約60名學生多次衝擊，一度「佔領」聘用委員會的會議室，令會議受阻，最終校方宣布加開諮詢會，未有即日通過校長任命。

### 浸大食坊續約風波

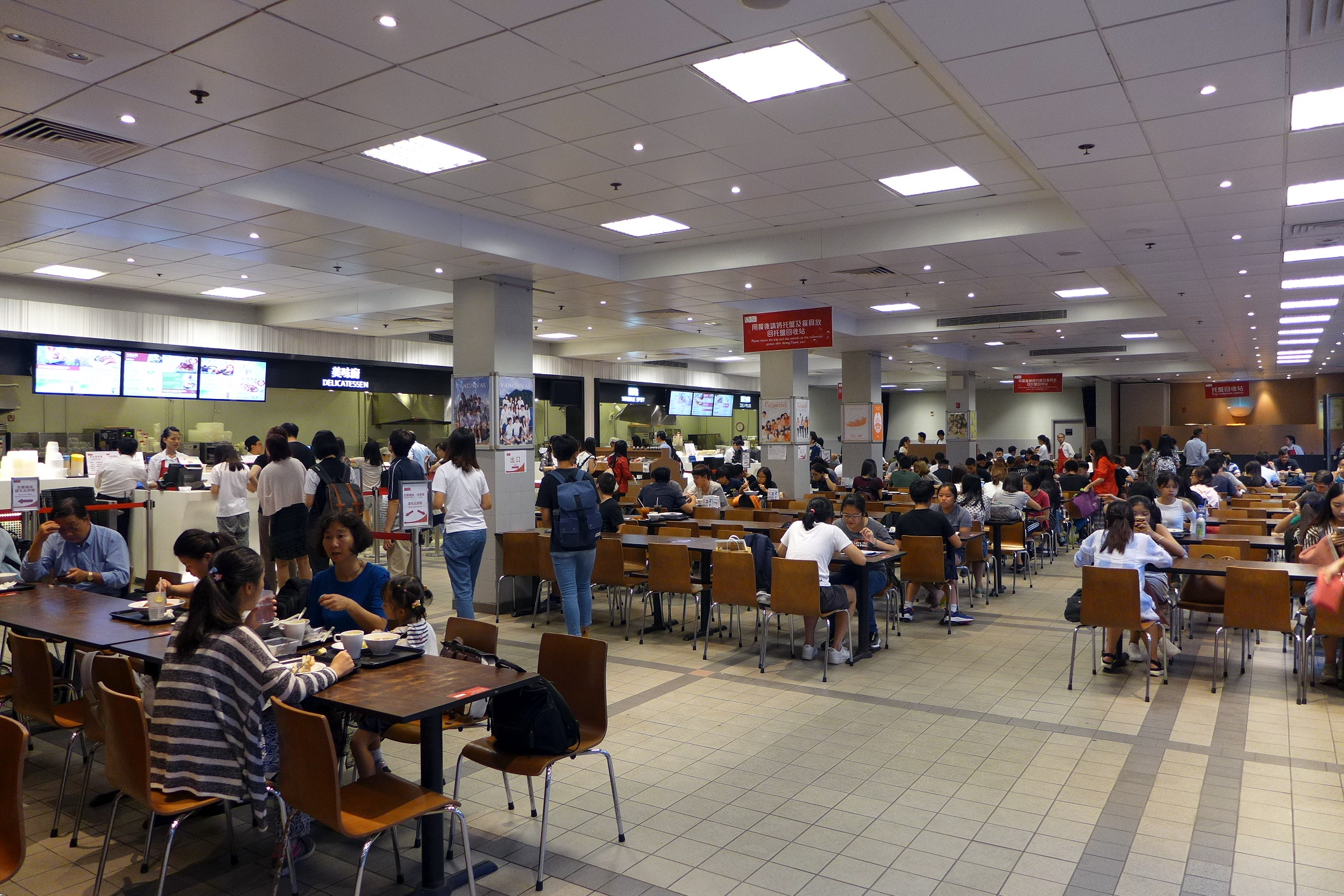
浸大食坊被指食物質素差劣，最終在2017年6月15日正式結業。

2016年11月23日，浸大學生會抗議浸大食坊獲續約，於浸大食坊舉行抗議活動，並向膳食附屬委員會主席麥勁生教授遞交公開信，促校方「撤回續約決定」、「決策公開透明」。浸大學生會成員以食蟲抗議，並高叫口號「拒絕劣食，踢走蟲can」。
其後供應商美心於2017年6月15日正式結業，經過重新招標後，於2017年9月起由Springwood Management Group Limited接手經營。
而Chartwells原定在2017年9月簽定了5年合約經營的Main Canteen（俗稱AAB Can）、聯福餐廳及聯福樓，因校方接獲不少投訴，加上作出多次警告，經營半年被撤出，由泛亞飲食有限公司再次接手，繼續餘下4年的合約。

### 「校巴日」
2017年2月9日，由於往返浸大校園的專線小巴25M(S)線提出加價，由4.5元加至4.7元，浸大師生認為加價不合理，又認為校方沒為同學向署方反映意見，浸大學生會舉行「校巴日」，以抗議運輸署放任加價。當日學生會提供兩條循環線，往返九龍塘站及浸會大學，同學上車前須出示學生證方可免費乘搭校巴。而學生會將在各車站豎立會旗或設置等車告示，以供同學識別等車位置。最終延至8月14日正式加價，惟實際上之前的價錢是小巴公司提供的一年「優惠」。

### 保安外判公司不獲續約 引發遣散費風波
原外判公司龍衛保安有限公司不獲續約，於2017年6月30日屆滿，公司拒絕向於浸大服務多年的工友發放遣散費，並要求保安員自願離職。2017年6月19日，10多名工友與浸會大學社會關注組、香港浸會大學學生會的代表到浸大與物業處處長林朗秋討論事件及遞交信件，期間有請願人士大叫「你呃人！」，並發生碰撞，有請願人士聲稱被物業處人員推跌，一度留守在辦公室外現場抗議，並與行政副校長轉到逸夫行政樓開會。

### 要求學生修讀普通話課程才能畢業 兩名學生抗議遭停學

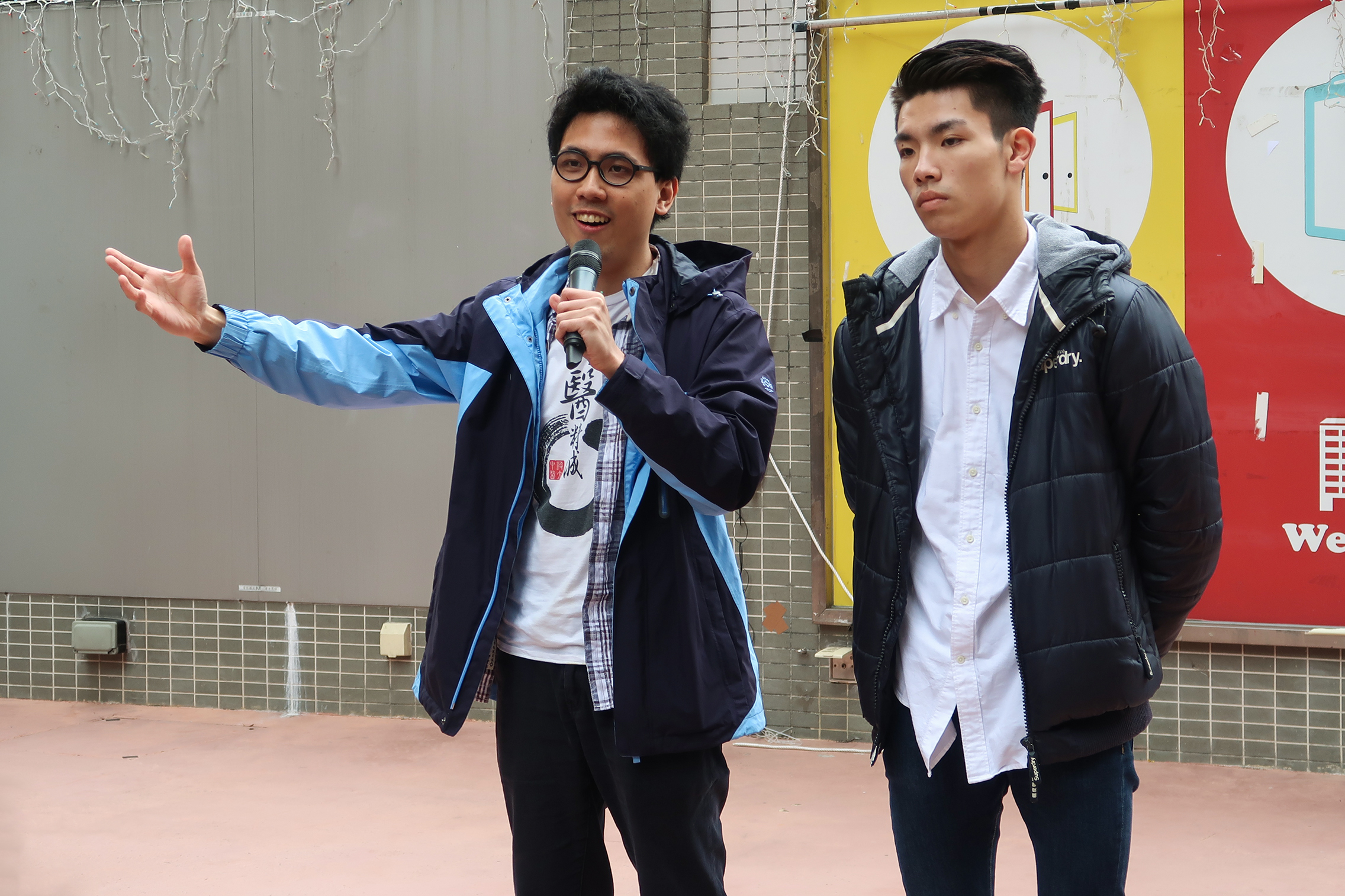
中醫學及生物醫學五年級學生陳樂行（左）和浸大學生會長劉子頎（右）遭停學

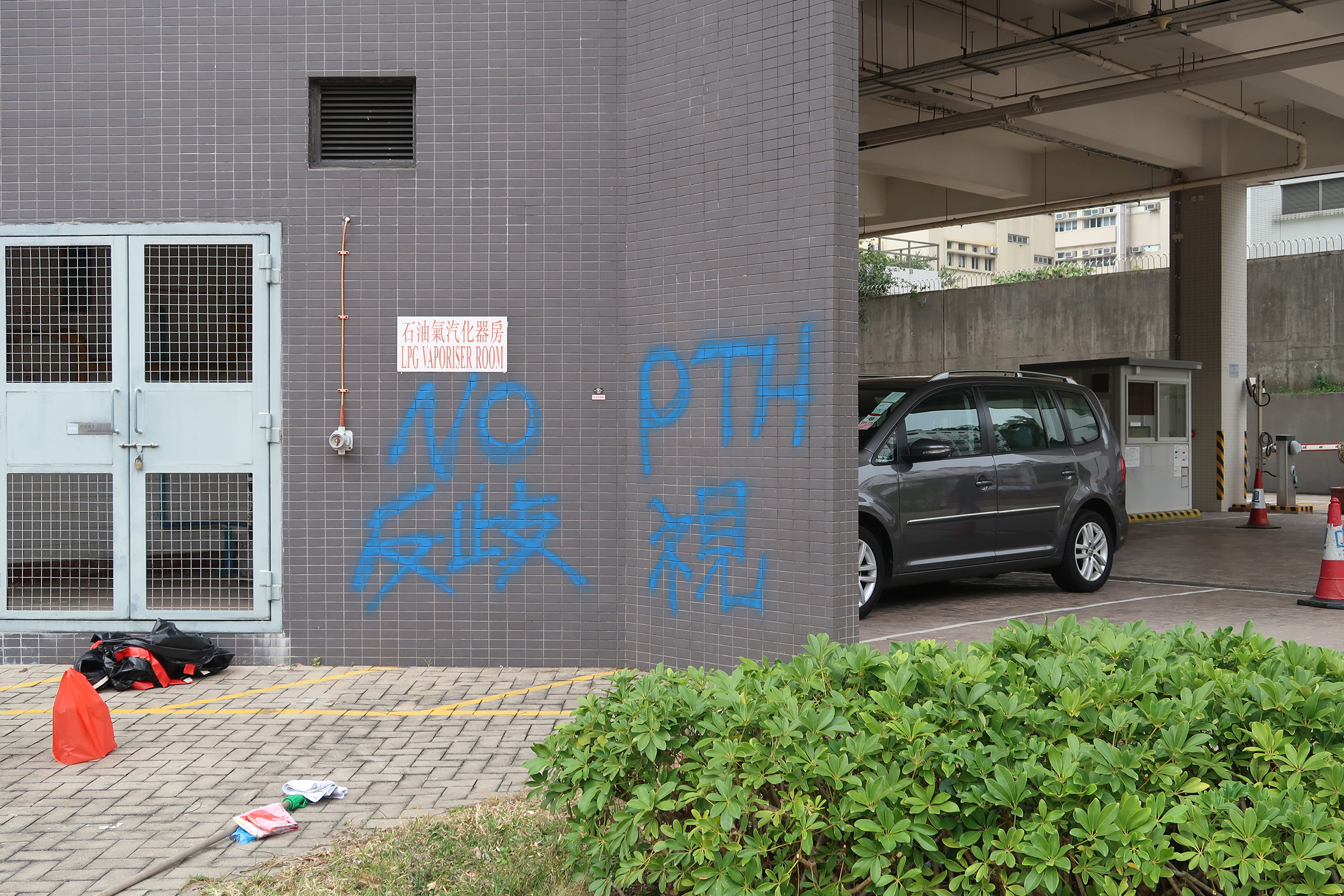
李兆基傳理視藝樓地下外牆噴上「反歧視 NO PTH（不要普通話）」字眼

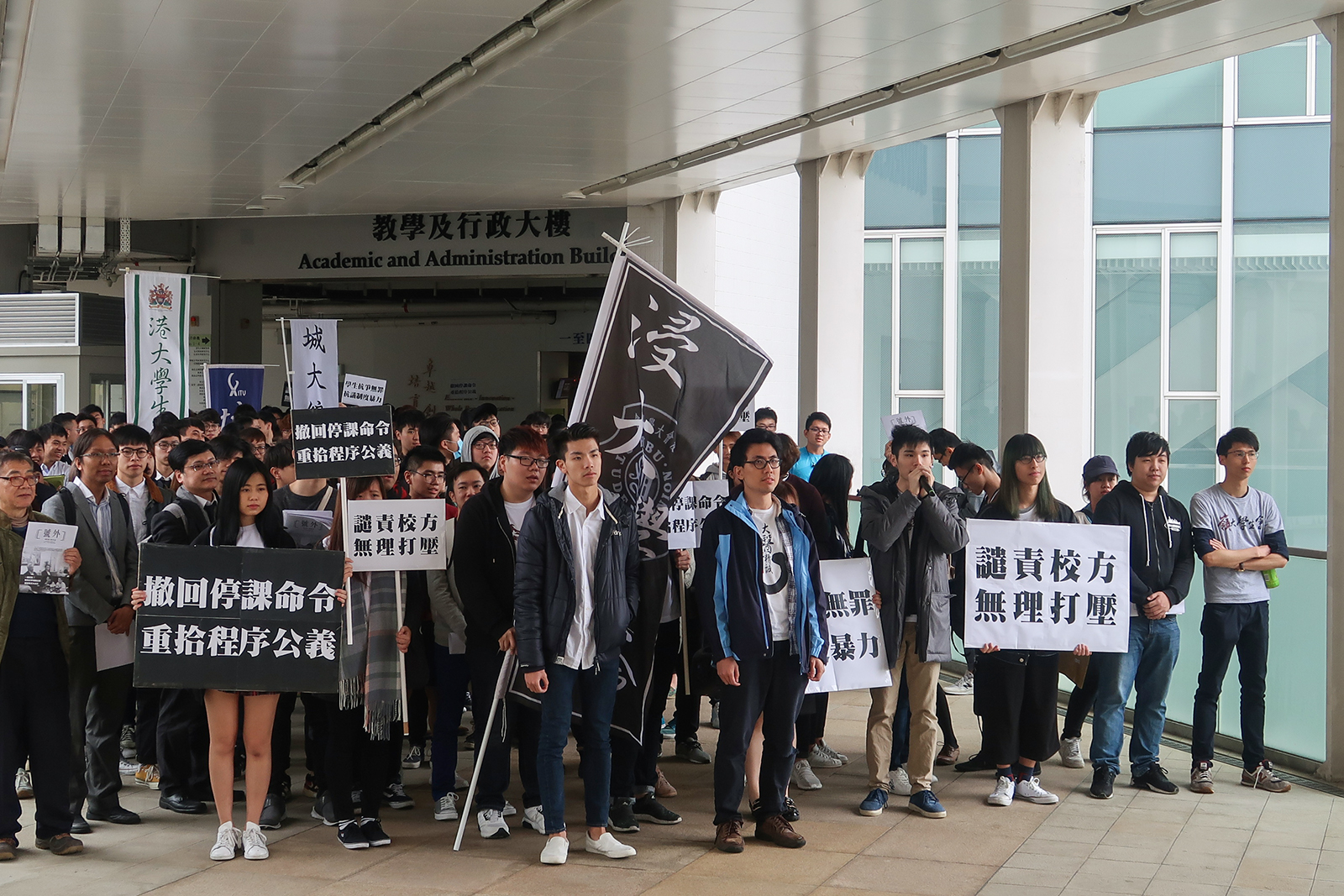
2018年1月26日下午，學生會發起校內遊行集會，約300名師生參與聲援

自2017年起，浸大要求學生須在普通話課程成績合格才可畢業，雖已推出豁免試，惟首批考生中只有約三成人合格。隨後學生不滿評分機制缺乏透明度，加上學生會早前亦發起公投，逾9成投票學生要求校方取消修讀普通話課程為畢業要求，因而引發風波。鄭松泰、林忌等抨擊，只要求本地生符合普通話要求，是種族歧視，其認為「浸大自動豁免對大陸學生與外地生的粵語及普通話能力要求，等如優待非本地學生」，並質疑大學有否將粵語能力列為大陸學生的畢業要求。
2018年1月17日，近20名學生發起「佔領語文中心」行動，要求校方交代2017年推出的普通話課程豁免試的評分準則及上訴機制，惟當時兩名負責該考試的副校長均不在校園。行動期間學生會會長劉子頎一度「爆粗」。浸大校長錢大康在1月21日向師生校友發電郵，表示對學生在語文中心的不當行為，將按紀律程序嚴肅處理。劉子頎則回應指，自己當日只是口誤，願意致歉。事後有向副校長致歉，不擔心會受罰，亦不後悔抗議行動。
參與者之一陳樂行原定在廣東省中醫院實習，不過被內地傳媒及網民「起底」，有人更致電醫院「恐嚇」，為了人身安全，決定提早返港。他將考慮報警，批評浸大校長錢大康對其人身安全受威脅無動於中。
1月24日，校長錢大康宣布勒令會長劉子頎，和中醫學及生物醫學五年級學生陳樂行即時停學。劉子頎批評校長繞過紀律委員會，沒有做過任何調查便懲罰的決定，在浸大是毫無先例，懷疑校方做法是殺鷄儆猴。陳樂行批評錢大康「十分黑心」。有媒體翻查大學生涉行為不當事件記錄，未有在紀律聆訊前被停學先例。
事件發生後，中國內地《环球时报》發表評論，稱「香港大学生对普通话的这种态度，内地不少人很愤怒也很遗憾」，認為「香港年轻人视野太窄，不学好普通话就相当于关闭了人生一扇大门」，並指出連特朗普的外孫女都學習普通話，推動香港市民學習普通話「是香港回歸後必然的文化跟進」。而中大、城大和港大民主牆有針對浸大校長錢大康的粗口標語，浸大體育中心對出的私人屋苑逸瓏外牆亦出現「不要普通話」的塗鴉。
有記者從浸大語文中心的普通話自學網站中，下載豁免試的樣本試卷，以及「及格準則描述」。中心表明，測試重點是語言能力，而不是語言知識。不過，有普通話老師、母語為普通話的內地人均認為，試卷丙部的說話題難度高，即使自身母語為普通話，仍有一定難度，認為試卷並非單純考核學生的普通話能力。曾參加豁免試的學生表示，考試屬口試形式、共設三部分，考生有25分鐘預備時間。考場內有2名考官，考生的作答過程會被錄音。
1月26日凌晨，逸夫校園區樹洪紀念圖書館外牆被人用藍油噴上粗言穢語「×你錢大康」，以及「反歧視 NO PTH（不要普通話）」中英文字句。到早上7時許，有職員發現傳理視藝大樓(現李兆基傳理視藝樓)地下外牆噴上「反歧視 NO PTH（不要普通話）」字眼。警員列「刑事毁壞」處理。同日下午，學生會發起校內遊行集會，約300名師生參與聲援，譴責校方無理處分兩名學生，要求撤回停課決定，校方派出代表接收請願信。親建制組織「珍惜群組」約10名成員則到校園「踩埸」，暗喻學生會為「黑社會」。
1月30日，遭校方停學的劉子頎及陳樂行就1月17日當天到語文中心抗議一事，向教職員親身致歉。會面歷時十多分鐘，氣氛融洽，並向學生輔導長承諾不會再犯。據說有老師已原諒他們二人。
2月1日，校長錢大康向全體師生發出公開信，指學生輔導長鄧裕南分別與劉子頎和陳樂行及語文中心同事會面後，決定撤銷兩人的暫時停學令，即時生效。公開信另指出大學宗旨是教育而非懲罰，衷心希望二人真心悔過，並珍惜獲第二次教育的機會，從錯誤中學習。校方並絕對尊重學生和平、理性表達意見的權利。不過，學生紀律程序如期進行。劉子頎認為校方未審先判，表示「不覺得好開心或勝利」，希望大眾未來可對焦在普通話畢業要求；陳樂行則表示「不敢鬆懈」。
4月1日，校方決定將涉及事件的4名學生，包括學生會前會長劉子頎及中醫藥學院學生陳樂行一律處分。劉子頎罰停學一個學期，而中醫藥學院學生陳樂行則停學8日、撰寫道歉信及在校內進行40小時服務。陳樂行表明會提出上訴。

#### 後續
2018年6月26日，浸大教務議會通過維持普通話畢業要求，但批准同學選擇是否將普通話成績計入大學總成績（cGPA）內。如修讀不計入大學總成績的普通話課程，其成績將會以優秀／合格／不合格標示。浸大學生會署理會長暨教務議會學生代表雷樂希批學校「換湯不換藥」。
同年10月，學生事務處工作小組檢視紀律委員會條文，計劃修訂「能導致他人有實質或潛在痛苦或傷害行為」的定義，其中「行為」除包括言語攻擊、恐嚇、侮辱或不道德行為外，計劃將涵蓋「對大學聲譽造成傷害」或「傷害大學與社會關係」等行為。

### 要求上莊要考牌
2018年6月，「浸大山神」指出校方要求學會幹事出席名為「CODE」的課程，若不出席有關課程，則無法行使學會權利。若學會幹事缺席核心課程，須遞交悔過書及為每一個缺席講座撰寫不少於1,000字的功課。學生及網民計批評校方安排「反智」、「大學變小學」、「有心打壓學生組織」。

### 設立辱校罪風波
浸大學生事務委員會於2017年11月決定成立工作小組，檢討紀律程序。小組於2018年10月的首次會議提出修訂紀律程序的建議。其中最大爭議是在條文中新增「傷害大學與社群關係、損害大學聲譽的反社會行為」、「擾亂大學正常運作」、「製造過量及不能接受的噪音造成他人痛苦」、「多次或重覆輕微違規」等違規行為可當作「辱校罪」。違紀程度較輕者會被罰款、強制要求出席工作坊、暫時被禁止使用校內設施和服務，嚴重者或會被停學，甚至被永久退學。學生批評校方做法限制學生言論自由。

### 宿舍粉塵爆炸事件
2018年11月22日凌晨1時許，大學宿舍偉倫樓南座12樓發生火警，有約20名學生在多用途活動室為同學慶祝生日，其間懷疑有人向周圍撒麵粉，蠟燭火舌燃着導致粉塵燃燒，同學們走避不及，事故造成8女4男共12人受傷，傷者年齡介乎18至23歲，主要為手、腳及面部燒傷，其中1名21歲女生一度情況嚴重。校長錢大康到醫院探望受傷同學，表示會提高學生的安全意識。

### 解放軍於浸大校門前設監控鏡頭
大學鄰近九龍塘解放軍九龍東軍營。有學生發現自2019年9月29日起，解放軍於師生往來校園的聯福道、禧福道及聯合道外圍增設多部監控鏡頭，令人擔心私隱遭侵犯。「浸大山神」兼浸大學生陳樂行擔心有關鏡頭具人臉辨識功能，而且雖然有學生在10月曾去信校方就事件表達憂慮，但一直未有回覆。

### 院校禁止公眾進入
2020年1月3日，校方物業處發出電郵，表示於學校所有出入口設置閘機，要求同學及教職員拍卡出入，校園短期內不再對外開放。其後改為在浸大學生陪同下，登記個人資料後可進入校園。

### 國安教育課堂疑設閉路電視及不明人士拍攝
路透社報道，浸會大學的國安課堂設有閉路電視監察，更有身份不明人士在課堂內拍照。課堂由法律界選委、曾於律政司工作、大律師范凱傑教授講課，他在課堂上播放了長達200頁的投影片，當中警告學生國安法具有震懾力，違者將受到嚴懲。學生聽課後須回答20條選擇題，例如堵塞鐵路觸犯國安法哪條罪行。有學生擔心答問題會帶來麻煩，甚至被政府檢控。另外有學生則形容課堂是企圖重建學生思想，亦有學生認為這類課堂無用，不會聽課後而突然變得愛國，惟有內地出生的學生則表示歡迎課堂，指西方國家影響了香港學生的思想，令他們缺乏國安意識，而他們自小就受國安教育，有很強的國家身分認同意識。范凱傑回覆《立場新聞》查詢稱，有關課堂內容包括香港憲制與法律制度的基礎、香港原有的國家安全相關刑事罪行及《港區國安法》的法律基礎與內容等，引用了唐英傑案、馬俊文案、35+ 案、黎智英案及港大學生會案作例子。而就未曾定罪的案件就重點在於從二手材料剖析執法部門的執法基礎與律政司的檢控基礎。他聲稱在課堂上提及的所有例子都是合適，同學有需要知道從事相關行為的法律風險，以免墮法網。教育局回覆路透社指大學國安教育是法定責任，社會期望大學能維持良好管治、對公眾負責、運作須遵守法律和符合學生與廣大社會的利益。浸大回應指有關課堂並沒有任何攝錄安排，並澄清主辦部門安排職員拍攝少量相片作為活動紀錄。 

### 學生編委會宣布總辭
2022年1月28日，學生會第54屆編輯委員會內閣「楚鳴」，因不滿刊物內容受到干預及審查，宣布全體請辭。根據總辭聲明，校方於1月21日在沒有書面通知的情況下，要求編委會當天下午五時前下架《浸報 Jumbo》54.1，並刪除《浸報》54.2 徵稿貼文，校方還表明會阻止《浸報》54.2 的出版，更在同一天撤銷編委會對浸大編委官方電郵（sueb@so.hkbu.edu.hk）的使用權。此外，在1月初，編委會曾報道校內升旗禮情況，但被校方要求澄清。過後，校方再次就報道字眼向編委會的總編輯反映，要求停止使用「武漢肺炎」一詞。聲明中還提及，2021年針對編委會的第二期記者招募電郵，校方要求編委會刪減內容；而有關國安課程的報道也受到校方的干預。編委會表示，「欲加之罪，何患無辭。對所出版過的刊物、撰寫過的報道，本會內省不疚，問心無愧。」雖然編委會任期只剩一個多月，但「服務空間愈見狹獈，僅餘的自由不再開花，吾輩不忍苟延殘喘。」因此決定全體總辭，並對未能在餘下任期繼續服務浸大學生而致歉。聲明還指，「浸大率先敲響打壓學媒的警鐘，未來其餘院校學媒必定會受到不同程度的打壓。」
總辭的聲明在臉書發表大約四小時後，編委會又發表了一篇新的聲明，進一步說明總辭是因為編輯委員會「過去一年均受到不同程度的政治干預及審查。」而且，在編委會成員達成總辭共識後，學生會署理會長、評議會及仲議會向編委會成員施壓，要求他們息事寧人，勸阻他們發布「總辭聲明」，並且要求取得編委會的社交媒體帳戶登入資料，企圖刪除編委會發布的「回收《浸報 54.1》啟示」及「浸大編委總辭聲明」。

### 傳理學會進行在囚者信件徵集活動 遭暫停運作
2022年11月中，浸會大學傳理學會舉辦名為「筆見•不散」的信件徵集活動，希望透過收集同學祝福語句，將信件寄送給被關押人士。不過校方拒批出場地申請，更向學會成員展開紀律聆訊。最終學會被迫取消活動，部分學會成員分別收到口頭和書面警告，學會同時暫停使用學校場地一個月。同學指目前趨向惡劣的政治環境下，表達空間越來越狹窄。而《文匯報》指活動宣傳海報有2019年反修例運動常見的元素，有“煽暴”意味，涉嫌誤導校方，並指引起校內及校外人士投訴。到同年11月30日，校方以「行政指令」下令該會即日內停止運作，直至2023年2月28日。

### 學生會幹事會成員遭校方紀律處分
2023年4月初，浸大校方接獲就學生會第五十六屆幹事會「滄溟」競選政綱內容的投訴，與網上平台所發表的政綱、年度計畫書及財政預算有關。校方指「幹事會在網上平台發布的資料，部份對過去事件的描述，出現誇大、缺乏事實根據及偏頗的情況，並不符合社會的標準和價值觀。」因此學生事務處認為有關對幹事會的投訴成立，並會對相關學生作出紀律處分。浸大學生會指，學生會「既沒有參與整個聆訊過程的權利，校方也沒有給予作出公開澄清或回應的機會」，促請校方給予合理解釋，同時指幹事會的競選政綱中所引用的資料是“可從網上報導找到的客觀事實”，表明會上訴到底。

## 外部連結
- 官方网站